# Antonio Clericuzio
Antonio Clericuzio (* 2. Oktober 1958) ist ein italienischer Wissenschaftshistoriker speziell der Chemie, Alchemie und Medizin der frühen Neuzeit.
Clericuzio erhielt 1983 seine Laurea in Philosophie an der Universität Rom La Sapienza und war dann am Istituto Italiani per gli Studi Filosofici und am  Istituto Italiani per gli Studi Storici in Neapel sowie ab 1986 als Yates Fellow am Warburg Institute. 1990/91 war er am University College London und 1992 bis 2001 forschte er an der Università degli Studi di Cassino. 2001 bis 2012 war er dort Professor, dann wechselte er an die Università Roma III.
Er befasst sich mit Chemie und Medizin vom 15. bis 17. Jahrhundert, speziell Italien und England und  Robert Boyle,  Johan Baptista van Helmont und Paracelsus.
2012 war er Gastprofessor am Centre d'Études Supérieures de la Renaissance  in Tours.
Er ist Mitherausgeber der Zeitschrift Ambix (ab 2013), von Nuncius, Intellectual History Review  und beim Newton Project und  mit S. Ricci Herausgeber der Nachträge zu Enciclopedia Treccani.

## Schriften
- Elements, principles and corpuscles: a study of atomism and chemistry in the seventeenth century, Dordrecht: Kluwer 2000
- Herausgeber mit Piyo Rattansi: Alchemy and chemistry in the 16th and 17th centuries. Colloquium, held at the Warburg Institute on 26th and 27th July 1989, Dordrecht: Kluwer 1994
- Herausgeber mit Lawrence M. Principe: The Accademia del Cimento and Its European Context, Sagamore Beach, MA: Science History Publications, 2009
- Herausgeber mit Michael Hunter, Lawrence M. Principe: The Correspondence of Robert Boyle, London: Pickering & Chatto, 6 Bände, 2001
- Beiträge in Claus Priesner, Karin Figala: Alchemie. Lexikon einer hermetischen Wissenschaft, Beck 1998
- Alchemical theories of matter, Studies in History and Philosophy of Science, Band 28, 1997, S. 369–375.
- From Van Helmont to Boyle: a study of the transmission of Helmontian chemical and medical theories in seventeenth-century England, British Journal for the History of Science 26 (1993), S. 303–334
- A redefinition of Boyle's chemistry and corpuscular philosophy, Annals of Science 47 (1990), S. 561–589.